# Bionicle – A fényálarc
A Bionicle – A fényálarc (eredeti cím: Bionicle: Mask of Light) 2003-ban bemutatott amerikai–dán 2D-s számítógépes animációs sci-fi fantasy-akciófilm, amelynek a rendezői Terry Shakespeare és David Molina, az írói Bob Thompson, Alastair Swinnerton, Henry Gilroy és Greg Weisman, a producerei Sue Shakespeare, Janice Ross és Stig Blicher, a zeneszerzője Nathan Furst. A mozifilm a Miramax Films, a The Lego Group, a Create TV & Film és a Creative Capers Entertainment gyártásában készült, a Buena Vista Home Entertainment forgalmazásában jelent meg.
Az Amerikai Egyesült Államokban 2003. szeptember 16-án adták ki DVD-n. Magyarországon szintén 2003-ban mutatták be.

## Szereplők
| Szereplő             | Eredeti hang     | Magyar hang        |
| -------------------- | ---------------- | ------------------ |
| Takua / Toa Takanuva | Jason Michas     | Lippai László      |
| Jaller               | Andrew Francis   | Simonyi Balázs     |
| Tahu Nuva            | Scott McNeil     | Haás Vander Péter  |
| Onua Nuva            | Scott McNeil     | Kárpáti Tibor      |
| Lewa Nuva            | Dale Wilson      | Fekete Zoltán      |
| Turaga Onewa         | Dale Wilson      | Versényi László    |
| Gali Nuva            | Kathleen Barr    | Radó Denise        |
| Makuta               | Lee Tockar       | Vass Gábor         |
| Turaga Vakama        | Christopher Gaze | Papp János         |
| Turaga Nokama        | Lesley Ewen      | Szabó Éva          |
| Kopaka Nuva          | Michael Dobson   | Faragó András      |
| Hewkii               | Michael Dobson   | Sörös Sándor       |
| Pohatu Nuva          | Trevor Devall    | Selmeczi Roland    |
| Hahlii               | Chiara Zanni     | Bogdányi Titanilla |
| Kolhii bemondó       | Doc Harris       | Kőszegi Ákos       |